# Grand Prix Rosji 2017
Grand Prix Rosji 2017 (oficjalnie 2017 Formula 1 VTB Russian Grand Prix) – czwarta eliminacja Mistrzostw Świata Formuły 1 w sezonie 2017. Grand Prix odbyło się w dniach 28–30 kwietnia 2017 roku na torze Sochi Autodrom w Soczi.

## Lista startowa
Źródło: Wyprzedź Mnie!
| Nr | Kierowca          | Zespół                           | Samochód                      | Silnik                | Opony |
| -- | ----------------- | -------------------------------- | ----------------------------- | --------------------- | ----- |
| 2  | Stoffel Vandoorne | McLaren Honda Formula 1 Team     | McLaren MCL32                 | Honda RA617H 1.6T V6  | P     |
| 3  | Daniel Ricciardo  | Red Bull Racing                  | Red Bull RB13                 | TAG Heuer 1.6T V6     | P     |
| 5  | Sebastian Vettel  | Scuderia Ferrari                 | Ferrari SF70H                 | Ferrari 059/5 1.6T V6 | P     |
| 7  | Kimi Räikkönen    | Scuderia Ferrari                 | Ferrari SF70H                 | Ferrari 062 1.6T V6   | P     |
| 8  | Romain Grosjean   | Haas F1 Team                     | Haas VF-17                    | Ferrari 062 1.6T V6   | P     |
| 9  | Marcus Ericsson   | Sauber F1 Team                   | Sauber C36                    | Ferrari 059/5 1.6T V6 | P     |
| 11 | Sergio Pérez      | Sahara Force India F1 Team       | Force India VJM10             | Mercedes 1.6T V6      | P     |
| 14 | Fernando Alonso   | McLaren Honda Formula 1 Team     | McLaren MCL32                 | Honda RA617H 1.6T V6  | P     |
| 18 | Lance Stroll      | Williams Martini Racing          | Williams FW40                 | Mercedes 1.6T V6      | P     |
| 19 | Felipe Massa      | Williams Martini Racing          | Williams FW40                 | Mercedes 1.6T V6      | P     |
| 20 | Kevin Magnussen   | Haas F1 Team                     | Haas VF-17                    | Ferrari 059/5 1.6T V6 | P     |
| 26 | Daniił Kwiat      | Scuderia Toro Rosso              | Toro Rosso STR12              | Renault 1.6T V6       | P     |
| 27 | Nico Hülkenberg   | Renault Sport Formula One Team   | Renault R.S.17                | Renault 1.6T V6       | P     |
| 30 | Jolyon Palmer     | Renault Sport Formula One Team   | Renault R.S.16                | Renault 1.6T V6       | P     |
| 31 | Esteban Ocon      | Sahara Force India F1 Team       | Force India VJM10             | Mercedes 1.6T V6      | P     |
| 33 | Max Verstappen    | Red Bull Racing                  | Red Bull RB13                 | TAG Heuer 1.6T V6     | P     |
| 44 | Lewis Hamilton    | Mercedes AMG Petronas Motorsport | Mercedes AMG F1 W08 EQ Power+ | Mercedes 1.6T V6      | P     |
| 46 | Siergiej Sirotkin | Renault Sport Formula One Team   | Renault R.S.16                | Renault 1.6T V6       | P     |
| 55 | Carlos Sainz Jr.  | Scuderia Toro Rosso              | Toro Rosso STR12              | Renault 1.6T V6       | P     |
| 77 | Valtteri Bottas   | Mercedes AMG Petronas Motorsport | Mercedes AMG F1 W08 EQ Power+ | Mercedes 1.6T V6      | P     |
| 94 | Pascal Wehrlein   | Sauber F1 Team                   | Sauber C36                    | Ferrari 059/5 1.6T V6 | P     |
| Nr | Kierowca          | Zespół                           | Samochód                      | Silnik                | Opony |

## Wyniki

### Sesje treningowe
Źródło: Wyprzedź Mnie!
| Sesja | Nr | Kierowca         | Konstruktor | Czas     | Okr. |
| ----- | -- | ---------------- | ----------- | -------- | ---- |
| 1     | 7  | Kimi Räikkönen   | Ferrari     | 1:36,074 | 19   |
| 2     | 5  | Sebastian Vettel | Ferrari     | 1:34,120 | 36   |
| 3     | 5  | Sebastian Vettel | Ferrari     | 1:34,001 | 17   |

### Kwalifikacje
Źródło: Wyprzedź Mnie!
| Poz. | Nr | Kierowca          | Konstruktor          | Q1       | Q2       | Q3       | Poz. s. |
| --- | --- | ----------------- | -------------------- | -------- | -------- | -------- | ------- |
| 1 | 5 | Sebastian Vettel  | Ferrari              | 1:34,493 | 1:34,038 | 1:33,194 | 1       |
| 2 | 7 | Kimi Räikkönen    | Ferrari              | 1:34,953 | 1:33,663 | 1:33,253 | 2       |
| 3 | 77 | Valtteri Bottas   | Mercedes             | 1:34,041 | 1:33,264 | 1:33,289 | 3       |
| 4 | 44 | Lewis Hamilton    | Mercedes             | 1:34,409 | 1:33,760 | 1:33,767 | 4       |
| 5 | 3 | Daniel Ricciardo  | Red Bull–TAG Heuer   | 1:35,560 | 1:35,483 | 1:34,905 | 5       |
| 6 | 19 | Felipe Massa      | Williams–Mercedes    | 1:35,828 | 1:35,049 | 1:35,110 | 6       |
| 7 | 33 | Max Verstappen    | Red Bull–TAG Heuer   | 1:35,301 | 1:35,221 | 1:35,161 | 7       |
| 8 | 27 | Nico Hülkenberg   | Renault              | 1:35,507 | 1:35,328 | 1:35,285 | 8       |
| 9 | 11 | Sergio Pérez      | Force India–Mercedes | 1:36,185 | 1:35,513 | 1:35,337 | 9       |
| 10 | 31 | Esteban Ocon      | Force India–Mercedes | 1:35,372 | 1:35,729 | 1:35,430 | 10      |
| 11 | 55 | Carlos Sainz Jr.  | Toro Rosso           | 1:35,827 | 1:35,948 | –        | 14      |
| 12 | 18 | Lance Stroll      | Williams–Mercedes    | 1:36,279 | 1:35,964 | –        | 11      |
| 13 | 26 | Daniił Kwiat      | Toro Rosso           | 1:35,984 | 1:35,968 | –        | 12      |
| 14 | 20 | Kevin Magnussen   | Haas–Ferrari         | 1:36,408 | 1:36,017 | –        | 13      |
| 15 | 14 | Fernando Alonso   | McLaren–Honda        | 1:36,353 | 1:36,660 | –        | 15      |
| 16 | 30 | Jolyon Palmer     | Renault              | 1:36,462 | –        | –        | 16      |
| 17 | 2 | Stoffel Vandoorne | McLaren–Honda        | 1:37,070 | –        | –        | 20      |
| 18 | 94 | Pascal Wehrlein   | Sauber–Ferrari       | 1:37,332 | –        | –        | 17      |
| 19 | 9 | Marcus Ericsson   | Sauber–Ferrari       | 1:37,507 | –        | –        | 18      |
| 20 | 8 | Romain Grosjean   | Haas–Ferrari         | 1:37,620 | –        | –        | 19      |
| Poz. | Nr | Kierowca          | Konstruktor          | Q1       | Q2       | Q3       | Poz. s. |
| \| Legenda \| Legenda \| \| ------------------------ \| ---------------------------------------------------------------------------------------------------------------------------------------------------------------------------------------------------------------------------------------------------------------- \| \| Poz. Nr Q1 Q2 Q3 Poz. s. \| Pozycja zajęta w sesji kwalifikacyjnej Numer startowy kierowcy Wynik uzyskany w pierwszej części kwalifikacji Wynik uzyskany w drugiej części kwalifikacji Wynik uzyskany w trzeciej części kwalifikacji Pozycja startowa po uwzględnięniu kar, przesunięć, itp. \| | |                   |                      |          |          |          |         |
| Legenda | |                   |                      |          |          |          |         |
| Poz. Nr Q1 Q2 Q3 Poz. s. | Pozycja zajęta w sesji kwalifikacyjnej Numer startowy kierowcy Wynik uzyskany w pierwszej części kwalifikacji Wynik uzyskany w drugiej części kwalifikacji Wynik uzyskany w trzeciej części kwalifikacji Pozycja startowa po uwzględnięniu kar, przesunięć, itp. |                   |                      |          |          |          |         |

### Wyścig

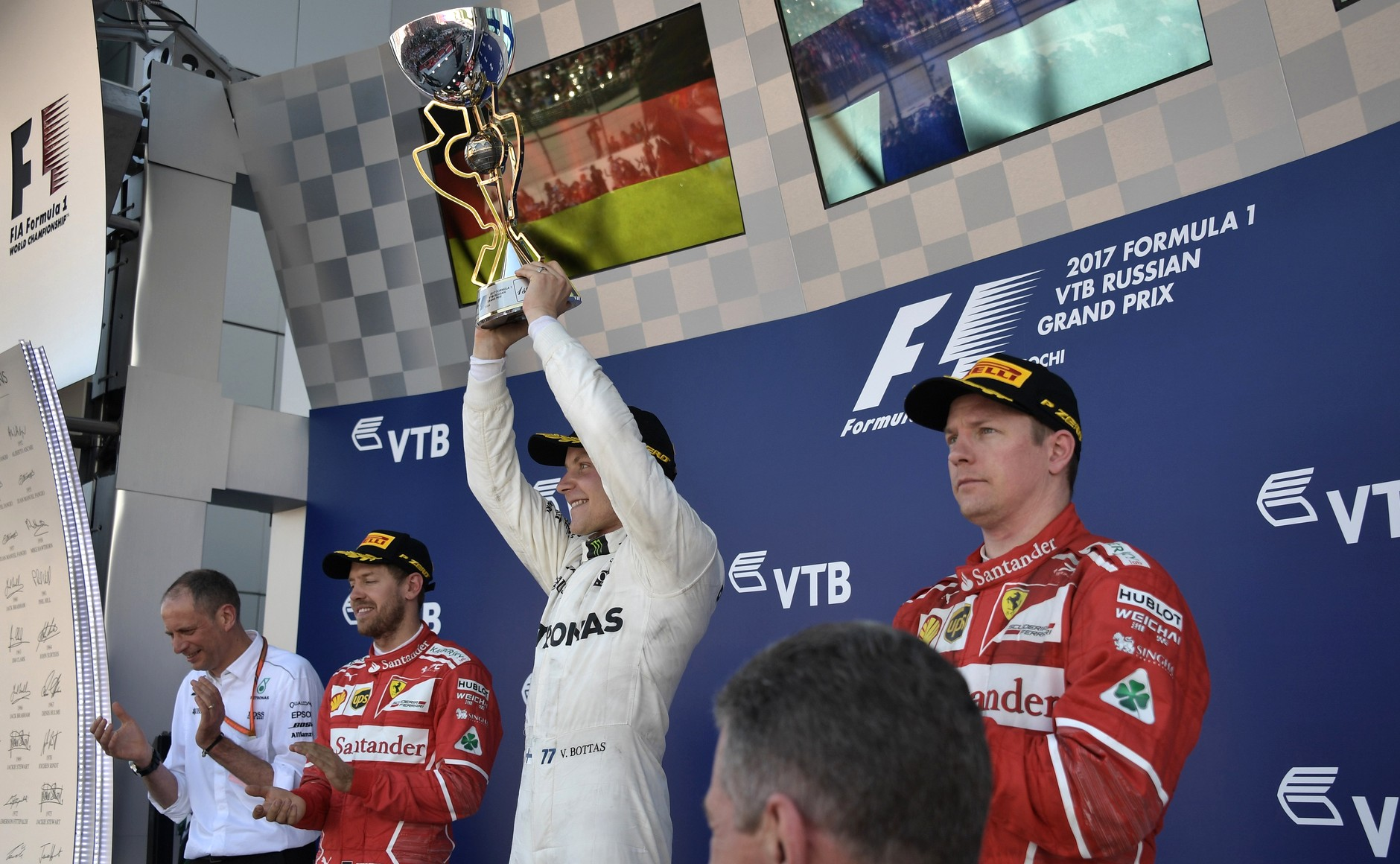
Sebastian Vettel, Valtteri Bottas i Kimi Räikkönen na podium po wyścigu

Źródło: Wyprzedź Mnie!
| P                                                     | + / –     | Nr | Kierowca          | Konstruktor          | Okr. | Czas / Strata | Komentarz            |
| ----------------------------------------------------- | --------- | -- | ----------------- | -------------------- | ---- | ------------- | -------------------- |
| 1                                                     | 2         | 77 | Valtteri Bottas   | Mercedes             | 52   | 1:28:08,743   |                      |
| 2                                                     | 1         | 5  | Sebastian Vettel  | Ferrari              | 52   | +0:00,617     |                      |
| 3                                                     | 1         | 7  | Kimi Räikkönen    | Ferrari              | 52   | +0:11,000     |                      |
| 4                                                     | Bez zmian | 44 | Lewis Hamilton    | Mercedes             | 52   | +0:36,320     |                      |
| 5                                                     | 2         | 33 | Max Verstappen    | Red Bull–TAG Heuer   | 52   | +1:00,416     |                      |
| 6                                                     | 3         | 11 | Sergio Pérez      | Force India–Mercedes | 52   | +1:26,788     |                      |
| 7                                                     | 3         | 31 | Esteban Ocon      | Force India–Mercedes | 52   | +1:35,004     |                      |
| 8                                                     | Bez zmian | 27 | Nico Hülkenberg   | Renault              | 52   | +1:36,188     |                      |
| 9                                                     | 3         | 19 | Felipe Massa      | Williams–Mercedes    | 51   | +1 okr.       |                      |
| 10                                                    | 4         | 55 | Carlos Sainz Jr.  | Toro Rosso           | 51   | +1 okr.       |                      |
| 11                                                    | Bez zmian | 18 | Lance Stroll      | Williams–Mercedes    | 51   | +1 okr.       |                      |
| 12                                                    | Bez zmian | 26 | Daniił Kwiat      | Toro Rosso           | 51   | +1 okr.       |                      |
| 13                                                    | Bez zmian | 20 | Kevin Magnussen   | Haas–Ferrari         | 51   | +1 okr.       |                      |
| 14                                                    | 6         | 2  | Stoffel Vandoorne | McLaren–Honda        | 51   | +1 okr.       |                      |
| 15                                                    | 3         | 9  | Marcus Ericsson   | Sauber–Ferrari       | 51   | +1 okr.       |                      |
| 16                                                    | 1         | 94 | Pascal Wehrlein   | Sauber–Ferrari       | 50   | +2 okr.       |                      |
| Niesklasyfikowani                                     |           |    |                   |                      |      |               |                      |
|                                                       |           | 3  | Daniel Ricciardo  | Red Bull–TAG Heuer   | 5    | +47 okr.      | hamulce              |
|                                                       |           | 30 | Jolyon Palmer     | Renault              | 0    | +52 okr.      | kolizja z Grosjeanem |
|                                                       |           | 8  | Romain Grosjean   | Haas–Ferrari         | 0    | +52 okr.      | kolizja z Palmerem   |
| Nie wystartowali / niedopuszczeni do ponownego startu |           |    |                   |                      |      |               |                      |
|                                                       |           | 14 | Fernando Alonso   | McLaren–Honda        | 0    |               |                      |
| P                                                     | + / –     | Nr | Kierowca          | Konstruktor          | Okr. | Czas / Strata | Komentarz            |

### Najszybsze okrążenie
Źródło: Wyprzedź Mnie!
| Nr | Kierowca       | Konstruktor | Czas     | Okr. |
| -- | -------------- | ----------- | -------- | ---- |
| 7  | Kimi Räikkönen | Ferrari     | 1:36,844 | 49   |

## Prowadzenie w wyścigu
Źródło: Racing–Reference.info
| Nr                              | Kierowca         | Okrążenia   | Suma |
| ------------------------------- | ---------------- | ----------- | ---- |
| 77                              | Valtteri Bottas  | 1-26, 35-52 | 43   |
| 5                               | Sebastian Vettel | 1, 26-35    | 9    |
| \| Wykres \| \| ------ \| \| \| |                  |             |      |
| Wykres                          |                  |             |      |
|                                 |                  |             |      |

## Klasyfikacja po zakończeniu wyścigu

### Kierowcy
| P  | +/− | Kierowca           | Starty | Punkty | P1 | P2 | P3 | PP | NO | NS |
| -- | --- | ------------------ | ------ | ------ | -- | -- | -- | -- | -- | -- |
| 1  | 0   | Sebastian Vettel   | 4      | 86     | 2  | 2  | –  | 1  | –  | –  |
| 2  | 0   | Lewis Hamilton     | 4      | 73     | 1  | 2  | –  | 2  | 2  | –  |
| 3  | 0   | Valtteri Bottas    | 4      | 63     | 1  | –  | 2  | 1  | –  | –  |
| 4  | 0   | Kimi Räikkönen     | 4      | 49     | –  | –  | 1  | –  | 2  | –  |
| 5  | 0   | Max Verstappen     | 4      | 35     | –  | –  | 1  | –  | –  | 1  |
| 6  | 0   | Daniel Ricciardo   | 4      | 22     | –  | –  | –  | –  | –  | 2  |
| 7  | +1  | Sergio Pérez       | 4      | 22     | –  | –  | –  | –  | –  | –  |
| 8  | −1  | Felipe Massa       | 4      | 18     | –  | –  | –  | –  | –  | –  |
| 9  | 0   | Carlos Sainz Jr.   | 4      | 11     | –  | –  | –  | –  | –  | 1  |
| 10 | +2  | Esteban Ocon       | 4      | 9      | –  | –  | –  | –  | –  | –  |
| 11 | +2  | Nico Hülkenberg    | 4      | 6      | –  | –  | –  | –  | –  | –  |
| 12 | −2  | Romain Grosjean    | 4      | 4      | –  | –  | –  | –  | –  | 2  |
| 13 | −2  | Kevin Magnussen    | 4      | 4      | –  | –  | –  | –  | –  | 2  |
| 14 | 0   | Daniił Kwiat       | 4      | 2      | –  | –  | –  | –  | –  | 1  |
| 15 | 0   | Pascal Wehrlein    | 2      | 0      | –  | –  | –  | –  | –  | –  |
| 16 | N   | Lance Stroll       | 4      | 0      | –  | –  | –  | –  | –  | 3  |
| 17 | −1  | Antonio Giovinazzi | 2      | 0      | –  | –  | –  | –  | –  | 1  |
| 18 | −1  | Jolyon Palmer      | 4      | 0      | –  | –  | –  | –  | –  | 2  |
| 19 | −1  | Stoffel Vandoorne  | 3      | 0      | –  | –  | –  | –  | –  | 1  |
| 20 | −1  | Fernando Alonso    | 3      | 0      | –  | –  | –  | –  | –  | 2  |
| 21 | −1  | Marcus Ericsson    | 4      | 0      | –  | –  | –  | –  | –  | 2  |
| P  | +/− | Kierowca           | Starty | Punkty | P1 | P2 | P3 | PP | NO | NS |

### Konstruktorzy
| P  | +/− | Konstruktor               | Starty | Punkty | P1 | P2 | P3 | PP | NO | NS |
| -- | --- | ------------------------- | ------ | ------ | -- | -- | -- | -- | -- | -- |
| 1  | +1  | Mercedes                  | 8      | 136    | 2  | 2  | 2  | 3  | 2  | –  |
| 2  | −1  | Ferrari                   | 8      | 135    | 2  | 2  | 1  | 1  | 2  | –  |
| 3  | 0   | Red Bull Racing TAG Heuer | 8      | 57     | –  | –  | 1  | –  | –  | 3  |
| 4  | 0   | Force India Mercedes      | 8      | 31     | –  | –  | –  | –  | –  | –  |
| 5  | 0   | Williams Mercedes         | 8      | 18     | –  | –  | –  | –  | –  | 3  |
| 6  | 0   | Toro Rosso                | 8      | 13     | –  | –  | –  | –  | –  | 2  |
| 7  | 0   | Haas Ferrari              | 8      | 8      | –  | –  | –  | –  | –  | 4  |
| 8  | 0   | Renault                   | 8      | 6      | –  | –  | –  | –  | –  | 2  |
| 9  | 0   | Sauber Ferrari            | 8      | 0      | –  | –  | –  | –  | –  | 3  |
| 10 | 0   | McLaren Honda             | 6      | 0      | –  | –  | –  | –  | –  | 3  |
| P  | +/− | Kierowca                  | Starty | Punkty | P1 | P2 | P3 | PP | NO | NS |